# Yvonne van Rooy
Yvonne Catharina Maria Theresia van Rooy , née le 4 juin 1951 à Eindhoven, est une femme politique néerlandaise.
Membre de l'Appel chrétien-démocrate, elle est secrétaire d'État (nl) des affaires économiques des cabinets Cabinet Lubbers II (1986-1989) et Lubbers III (1990-1994).
Elle siège au Parlement européen de 1984 à 1986 et à la Seconde Chambre des États généraux de 1989 à 1990 et de 1994 à 1997. 